# Adrian & Diego Mathier Nouveau Salquenen
Adrian & Diego Mathier Nouveau Salquenen ist ein Weingut im deutschsprachigen Teil des grössten Schweizer Weinbaukantons Wallis in der Gemeinde Salgesch (frz. Salquenen).

## Anbaufläche, Rebsorten, Sortiment

### Anbaufläche
Die Anbaufläche des Weinguts umfasst 40ha Rebfläche. Diese verteilt sich von Salgesch im Zentralwallis bis hinunter nach Vétroz, unweit der Kantonshauptstadt Sitten (frz. Sion), im französischsprachigen Teil des Kantons.

### Rebsorten, Sortiment
Das Weingut setzt bei der Herstellung seines Sortiments sowohl auf international verbreitete Rebsorten als auch auf autochthone Rebsorten. Aus den Rebsorten Chasselas (im Wallis Fendant und in Deutschland Gutedel), Pinot blanc, Pinot Gris (auch Blauburgunder oder Malvoisie), Chardonnay, Sylvaner (auch Gros-Rhin), Petite Arvine, Heida (frz. Païen oder Savagnin blanc), Marsanne blanche, Amigne de Vétroz, Ermitage, Humagne blanc, Muscat und Viognier keltert das Weingut Weissweine und Schaumweine. Aus den Rebsorten Pinot Noir, Gamay, Ancelotta, Cabernet Sauvignon, Cornalin, Diolinoir, Gamaret, Humagne rouge, Merlot und Syrah werden Roséweine und Rotweine vinifiziert. Die Spirituosen sind unterteilt in Obstbrände und in Marc (auch Trester oder it. Grappa) aus der Pinot Noir Traube.

## Ausgewählte Auszeichnungen
- Bestes Schweizer Weingut des Jahrzehnts, Grand Prix du Vin Suisse
- Bestes Schweizer Weingut des Jahres 2018, Grand Prix du Vin Suisse
- Bestes Schweizer Weingut des Jahres 2011, Grand Prix du Vin Suisse
- Bestes Schweizer Weingut des Jahres 2007, Grand Prix du Vin Suisse
- Global Winner Best of Wine Tourism 2022, Great Wine Capitals Network
- Unique Wineries of the World, VINUM
- VINUM – Weinpersönlichkeit des Jahres 2022